# WR 104
WR 104 este o stea descoperită în 1998 de Peter Tuthill, astronom la Universitatea din Sydney, situată la aproximativ 8.475 ani lumină (2.600 parseci) în constelația Sagetătorul. Steaua aparține clasei de stele Wolf-Rayet care sunt stele vechi, masive, foarte luminoase și care au pierdut o mare parte din masa lor. 

## Transformarea în supernovă
Astronomii afirmă că steaua s-ar putea transforma în supernovă în următorii 500.000 de ani și genera o emisie de raze gamma care, în funcție de înclinarea axei polare a stelei, ar putea ajunge la Terra. Razele gamma ar putea distruge un sfert din ozonul atmosferic și ar afecta biodiversitatea.